# Rivière Damnée
La rivière Damnée coule entièrement dans la municipalité de Saint-Damase-de-L'Islet, dans la municipalité régionale de comté (MRC) de L'Islet, dans la région administrative de Chaudière-Appalaches, dans la province de Québec, au Canada.
La rivière Damnée est affluent de la rivière Ouelle laquelle coule vers le nord-est et se déverse dans la municipalité de Rivière-Ouelle, sur la rive sud du fleuve Saint-Laurent.

## Géographie
La rivière Damnée prend sa source de ruisseaux descendant le versant est du Mont Fournier lequel est situé dans la municipalité de Saint-Damase-de-L'Islet, tout près de la limite de la municipalité de Saint-Aubert, au cœur des Monts Notre-Dame. Cette source est située à 15,4 km au sud-est de la rive sud du fleuve Saint-Laurent, à 4,4 km à l'est du lac Trois Saumons, à 11,3 km au sud-est du centre du village de Saint-Aubert et à 8,3 km au sud du centre du village de Saint-Damase-de-L'Islet.
À partir de sa source, la rivière Damnée coule sur 16,7 km en zone forestière, répartis selon les segments suivants :
- 3,9 km vers le nord-est dans Saint-Damase-de-L'Islet, jusqu'à la route 204 ;
- 2,6 km vers le nord-est, jusqu'à la décharge du lac Boucher ;
- 2,8 km vers le nord-est ;
- 7,4 km vers le nord-est, jusqu'à sa confluence[2].

La confluence de la rivière Damnée est située dans la municipalité de Saint-Damase-de-L'Islet, à 2,7 km en aval de la limite de Tourville. Cette confluence est à 12,8 km à l'est du Lac Sainte-Anne (situé dans Tourville), à 9,7 km au nord du village de Tourville.

## Toponymie
Le toponyme rivière Damnée a été officialisé le 5 décembre 1968 par la Commission de toponymie du Québec.